# Peerapol Chawchiangkwang
Peerapol Chawchiangkwang (Chiang Mai, 17 oktober 1986) is een Thais mountainbiker en wegwielrenner die anno 2024 rijdt voor Thailand Continental Cycling Team.

## Carrière
In 2013 werd Chawchiangkwang derde in het nationale kampioenschap op de weg. Later dat jaar won hij de crosscountry op de Zuidoost-Aziatische Spelen. Een jaar later werd hij nationaal kampioen op de weg, door in een sprint met vijf Kritsada Changpad en Phuchong Sai-udomsin naar de dichtste ereplaatsen te verwijzen. In 2015 was enkel Changpad sneller.
In januari 2018 won Chawchiangkwang de laatste etappe in de Ronde van Indonesië, die voor het eerst sinds 2011 weer werd georganiseerd. Door zijn overwinning steeg hij naar de tweede plaats in het eindklassement, achter zijn ploeggenoot Ariya Phounsavath.
Tussen 2021 en 2023 werd Chawchiangkwang driemaal op rij nationaal kampioen tijdrijden. Daarnaast won hij in 2022 ook goud in de tijdrit op de Zuidoost-Aziatische Spelen. In april 2024 won hij de derde etappe in de Ronde van Thailand, waar hij Adne van Engelen twee seconden voorbleef na een klim van vier kilometer met een gemiddeld stijgingspercentage van meer dan tien procent.

## Overwinningen
2013
 Crosscountry op de Zuidoost-Aziatische Spelen
2014
 Thais kampioen op de weg, Elite
2018
4e etappe Ronde van Indonesië
2019
 Ploegentijdrit op de Zuidoost-Aziatische Spelen
2021
 Thais kampioen tijdrijden, Elite
2022
 Tijdrit op de Zuidoost-Aziatische Spelen
 Thais kampioen tijdrijden, Elite
2023
 Thais kampioen tijdrijden, Elite
2024
3e etappe Ronde van Thailand
2025
 Thais kampioen tijdrijden, Elite
 Aziatisch kampioenschap op de weg, Elite

## Resultaten in voornaamste wedstrijden
|      | \| Jaar \| \| WK op de weg \| \| ---- \| \| ------------ \| \| 2022 \| \| opgave \| |              |
| Jaar |                                                                                     | WK op de weg |
| 2022 |                                                                                     | opgave       |

## Ploegen
- 2017 –  Thailand Continental Cycling Team (vanaf 12-5)
- 2018 –  Thailand Continental Cycling Team
- 2019 –  Thailand Continental Cycling Team
- 2020 –  Thailand Continental Cycling Team
- 2021 –  Thailand Continental Cycling Team
- 2022 –  Thailand Continental Cycling Team
- 2023 –  Thailand Continental Cycling Team
- 2024 –  Thailand Continental Cycling Team
- 2025 –  Thailand Continental Cycling Team

Boonratanathanakorn · Chawchiangkwang · Kapunya · Liphongyu · Loh · Phounsavath · Sai-udomsin · Sanikwathi · Sirironnachai